# Kisasjön
Kisasjön är en sjö i Kinda kommun i Östergötland och ingår i Motala ströms huvudavrinningsområde. Sjön har en area på 2,2 kvadratkilometer och ligger 99 meter över havet. Sjön avvattnas av vattendraget Storån (Bringesån). Sjön ligger vid Kisa.

## Delavrinningsområde
Kisasjön ingår i det delavrinningsområde som SMHI kallar för Utloppet av Kisasjön. Medelhöjden är 127 meter över havet och ytan är 10,99 kvadratkilometer. 